# Victor Barbeau
Pour les articles homonymes, voir Barbeau.
Pour l’article ayant un titre homophone, voir Victor Barbeaux.
Victor Barbeau (Montréal, 17 août 1894 – Montréal, 19 juillet 1994 ) est un écrivain, un philosophe, un journaliste et un professeur québécois. Il est l'instigateur de l'Académie canadienne-française, devenue aujourd'hui l'Académie des lettres du Québec. Il fut un adversaire du régionalisme en littérature. Sa sépulture est située dans le Cimetière Notre-Dame-des-Neiges, à Montréal.

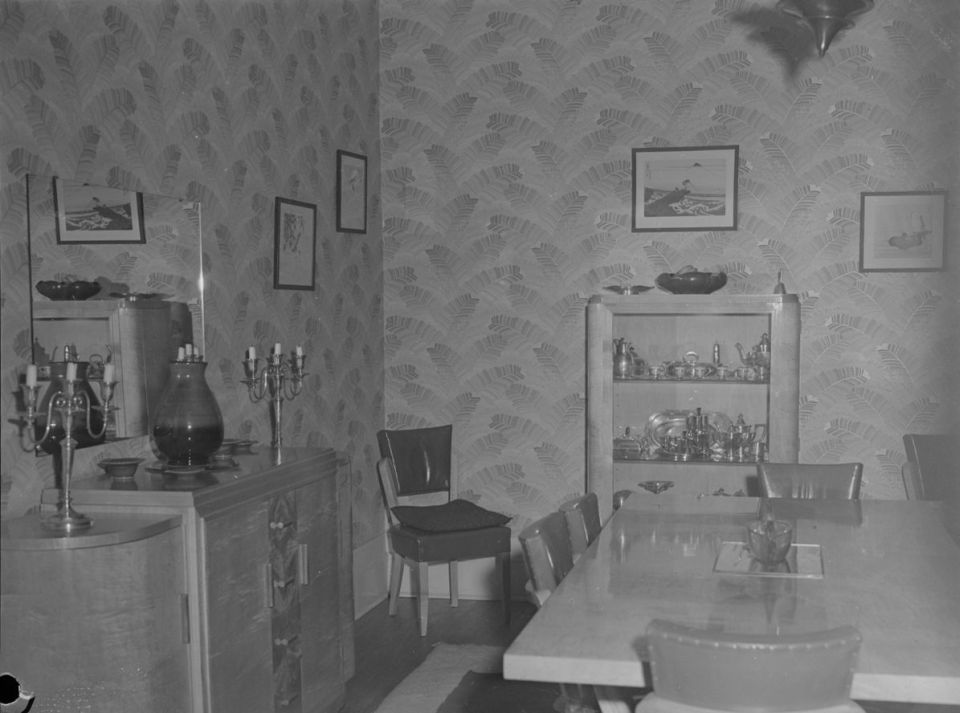
Salle à dîner de Victor Barbeau en 1944

## Ouvrages publiés
- Les Cahiers de Turc, 1921
- Mesure de notre taille, 1936
- Pour nous grandir. Essai d'explication des misères de notre temps, 1937
- L'Alliance des coopératives de consommation de Québec, 1944
- Le Ramage de mon pays, 1939
- L'Avenir de notre bourgeoisie, 1939
- Fidélité à Ville-Marie, 1942
- Initiation à l'humain, 1944
- La Société des écrivains canadiens, 1944
- Liaison, 1947
- Géraldine Bourbeau, peintre, céramiste, critique d'art, 1906-1953, 1954
- L'Académie canadienne-française, 1955
- Cahiers de l'Académie canadienne-française, 1956
- Libre examen de la démocratie, 1960
- Le Français du Canada, 1963
- La Face et l'envers, 1966
- En 1970, Victor Barbeau écrit son œuvre , Hommage à Berthe Chaurès Louard 1889-1968, lors de son mérite au titre d’officier de l'ordre du Canada[4].
- Dictionnaire bibliographique du Canada français, 1974
- La tentation du passé, 1977
- Le Choix de Victor Barbeau dans l'œuvre de Victor Barbeau, 1981
- Contes populaires canadiens, 1998
- Victor Barbeau : un réseau d'influences littéraires, 2001

## Revues et journaux
Il a écrit notamment dans : Le Canada, Le Devoir, La Presse, L'Action nationale, Liaison.

## Honneurs
- 1959 - Prix Ludger-Duvernay
- 1964 - Prix de la langue-française de l’Académie française, Le Français du Canada
- 1970 - Officier de l'Ordre du Canada
- 1978 - Prix Jean-Hamelin, La tentation du passé : ressouvenirs
- 1987 - Grand officier de l'Ordre national du Québec
- Membre de l'Académie des lettres du Québec

## Archives
Le fonds d'archives de Victor Barbeau est conservé au centre d'archives de Montréal de Bibliothèque et Archives nationales du Québec.